# Davenport (Oklahoma)
Davenport – miasto w Stanach Zjednoczonych, w stanie Oklahoma, w hrabstwie Lincoln.